# Naufragio del vapor Cazador
El naufragio del Vapor Cazador fue un hecho ocurrido el 30 de enero de 1856, en el sector de Punta Carranza, en las cercanías de la comuna chilena de Constitución, Región del Maule, cuando el barco a vapor «Cazador» —operado por la Armada de Chile—, que transportaba personal del ejército de Chile y otros pasajeros, colisionó de frente con roqueríos, lo que provocó su hundimiento. Según cifras oficiales fallecieron 458 personas, aunque es probable que fueran más porque había una cantidad no determinada de polizones. Es considerado como la mayor tragedia en tiempos de paz que ha afectado conjuntamente al Ejército de Chile y la Armada de Chile. Además, es el mayor naufragio ocurrido en la historia de América Latina.

## Antecedentes
El vapor Cazador era una nave de la Armada de Chile que cumplía funciones de carga. Fue construido en 1848 en Francia y adquirido por el gobierno chileno poco antes de la revolución de 1851, ante la necesidad de trasladar en forma rápida tropas entre los diferentes puertos de Chile. Tenía 250 toneladas y una velocidad máxima de 9 nudos. Estaba al mando del capitán Ramón Cabieses y contaba con una tripulación de entre 65 y 70 marineros.
El día 26 de enero de 1856, el vapor llegó a Talcahuano con la misión de trasladar a la segunda compañía del Segundo de línea (actual Regimiento Maipo de Valparaíso) y sus familias a la nueva plaza en Valparaíso que se les había asignado. Esta compañía había estado los últimos 5 años en una zona al sur de Concepción pacificando a los últimos reductos del General José María de la Cruz que se dedicaban al pillaje y al bandolerismo. 
El vapor zarpó de Talcahuano con rumbo a Valparaíso a las 11:30 a. m., llevando consigo no solo a la sexta compañía y sus familias, sino también pertrechos militares, cañones y caballos. Así mismo el barco llevaba como pasajeros a algunos funcionarios públicos y sus familias. Una fuente[¿quién?] estima que se trasladaban más de 485 personas (65 marineros, 94 soldados, 168 mujeres, 146 niños y 12 pasajeros). Por otra parte, el registro de la intendencia de Concepción, a cargo de Rafael Sotomayor, informó al Ministerio de Marina que se trasladaban 510 personas (70 tripulantes, 97 solados, 280 mujeres, 30 niños y 24 pasajeros. Entre estos se encontraba el administrador Manuel Iñiguez). Posteriormente se estableció que el barco llevaba un número indeterminado de polizones.
De acuerdo a la bitácora, la salida del vapor se verificó con viento sur y mar llana. A la una de la tarde, y a 15 millas de puerto, la máquina se puso a media fuerza y con ayuda de las velas llegó a las 9 millas por hora. Desde ahí en adelante viajó a 6 millas de la costa, hasta que llegó a los roqueríos de Punta Carranza, 18 millas al sur oeste de Constitución.

## El Naufragio

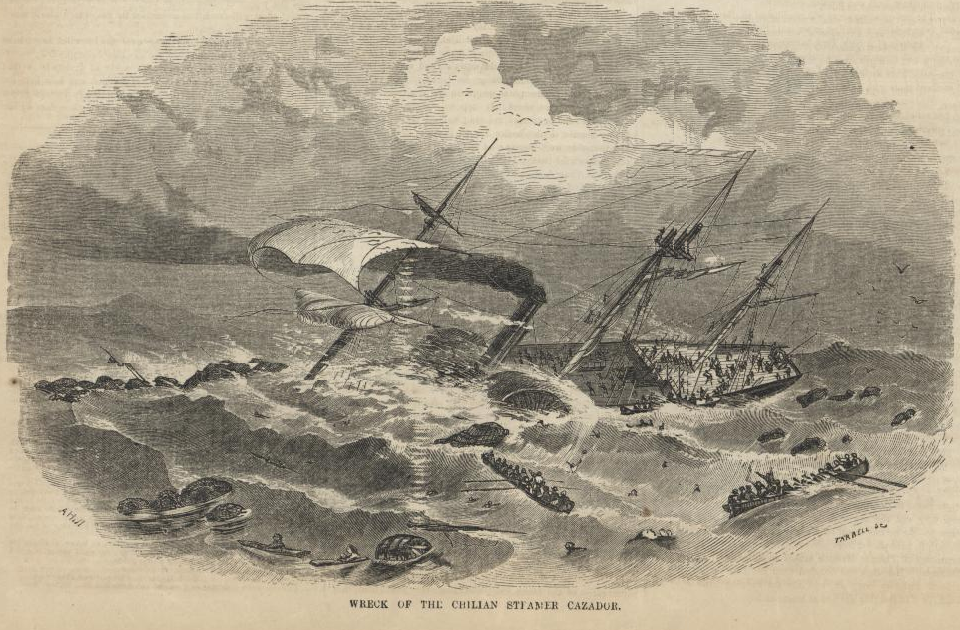
Ilustración del naufragio por la Gleason's Pictorial Drawing-Room Companion.

A las 20:00 horas, mientras el Cazador navegaba viento en popa y vapor, estando de guardia el Teniente Primero Roberto Segundo Simpson, el barco encalló a proa en los roqueríos de Punta Carranza. Luego del encallamiento, el capitán Cabieses, ordenó poner marcha atrás el barco, con esta maniobra el casco del vapor se partió en sentido longitudinal, anegando rápidamente sus compartimentos. 
Cabieses informó que luego del incidente ordenó arriar los botes, con la intención de salvar a la mayor cantidad de gente posible. En este punto se produce un sálvese quien pueda,  ya que en la desesperación del momento, sumado a la inquietud del mar y la rapidez del hundimiento, solo lograron bajarse 4 botes salvavidas con capacidad para más de 50 personas cada uno (Aunque Cabieses afirmó que toda la gente presente en la cubierta se alcanzó a subir en los botes, tomando él mismo el último cuando el vapor ya se hundía), dos de los cuales se dirigieron a la playa más cercana, estrellándose en los roqueríos cercanos, muriendo muchos de sus ocupantes, los otros dos botes se alejaron del naufragio a mar abierto en dirección al norte, llegando a las 7 de la mañana a Constitución.

## Posterior
Posteriormente, y luego de la mediación del diputado José Ignacio Larraín, se solicitó el arribo del vapor Vilos para la atención y alojamiento de los heridos, y se procedió a volver por tierra al lugar del naufragio con víveres y recursos para rescatar a posibles sobrevivientes, solicitando ayuda a los pescadores del lugar para el traslado de estos. Al llegar al lugar, se encontraron con que 3 marineros habían conseguido volver a  tierra, sujetos a una tabla que flotaba en el mar. De los botes que salieron del vapor directamente a tierra solo sobrevivieron 14 personas
Cabieses reportó un total de 43 sobrevivientes, quedando oficialmente 458 fallecidos.
Los días posteriores al naufragio, el mar arrojó sobre la costa de Constitución y sus alrededores los cadáveres de los viajeros, en grupos de 12 a 15 personas. Situación que era perturbadora para la población.
La opinión pública de ese entonces condenó la labor jugada por el capitán y se le siguió un Consejo de guerra en la ciudad de Valparaíso. El Consejo de Guerra absolvió a Cabieses y se le reincorporó a la Marina de Chile, pero fue redestinado a realizar levantamientos hidrógráficos en las difíciles aguas al sur de las Islas Guaitecas en el Pacífico Sur.

## Consecuencias
Como consecuencia de este y otros naufragios, en 1895 se inauguró el faro Cabo Carranza.
El día 20 de febrero de 2004, el municipio de Chanco instaló un monolito con una placa conmemorativa en la playa Santos del Mar en homenaje a quienes naufragaron en las costas de Chanco en 1856.